# Ariel Olascoaga
Ariel Olascoaga, né le 21 mai 1929 à Treinta y Tres, décédé le 22 août 2010, est un ancien joueur uruguayen de basket-ball. 

## Palmarès
- 3e des Jeux olympiques 1956